# Ебебин
Ебебин (шп. Ebibeyín) је град у континенталној Екваторској Гвинеји, главни град покрајине Кие-Нтем. Налази се на североистоку државе, на тромеђи Камерун–Екваторијална Гвинеја–Габон. Седиште је римокатоличке бискупије. Према подацима из 2008. године има 29.963 становника.
У граду се налази стадион који је био један од четири домаћина Афричког купа нације 2015. године. Стадион има капацитет 8.000 места.